# Goal! Goal! Goal!
Goal! Goal! Goal! est un jeu vidéo de football développé par Visco et édité par SNK en 1995 sur Neo-Geo MVS, Neo-Geo AES et en 1994 sur Neo-Geo CD (NGM 209),,.